# Comunitat Muntanyenca Baixa Vall de Susa i Val Cenischia
La Comunitat Muntanyenca Baixa Vall de Susa i Vall Cenischia (en italià, Comunità montana Bassa Valle di Susa e Val Cenischia) fou un grup de 23 municipis de muntanya de la baixa vall de Susa. L'alta vall de Susa és al costat de la Comunitat Muntanyenca Alta Vall de Susa. La seu es troba a Bussoleno. Va desaparèixer el 2009.
Comprèn els municipis d'Almese, Avigliana, Borgone, Bruzolo, Bussoleno, Caprie, Caselette, Chianocco, Chiusa di San Michele, Condove, Mattie, Mompantero, Novalesa, Rubiana, San Didero, Sant'Ambrogio, Sant'Antonino, San Giorio, Susa, Vaie, Venaus, Villar Dora, Villar Focchiardo
La seva denominació agrupa també la Vall Cenischia, vall lateral de la vall de Susa, que s'apropa a la ciutat de Sua cap al Pas del Mont Cenis. La seva funció principal és afavorir el desenvolupament del turisme a la seva part de la vall i la salvaguarda del patrimoni cultural i mediambiental.